# Alnif

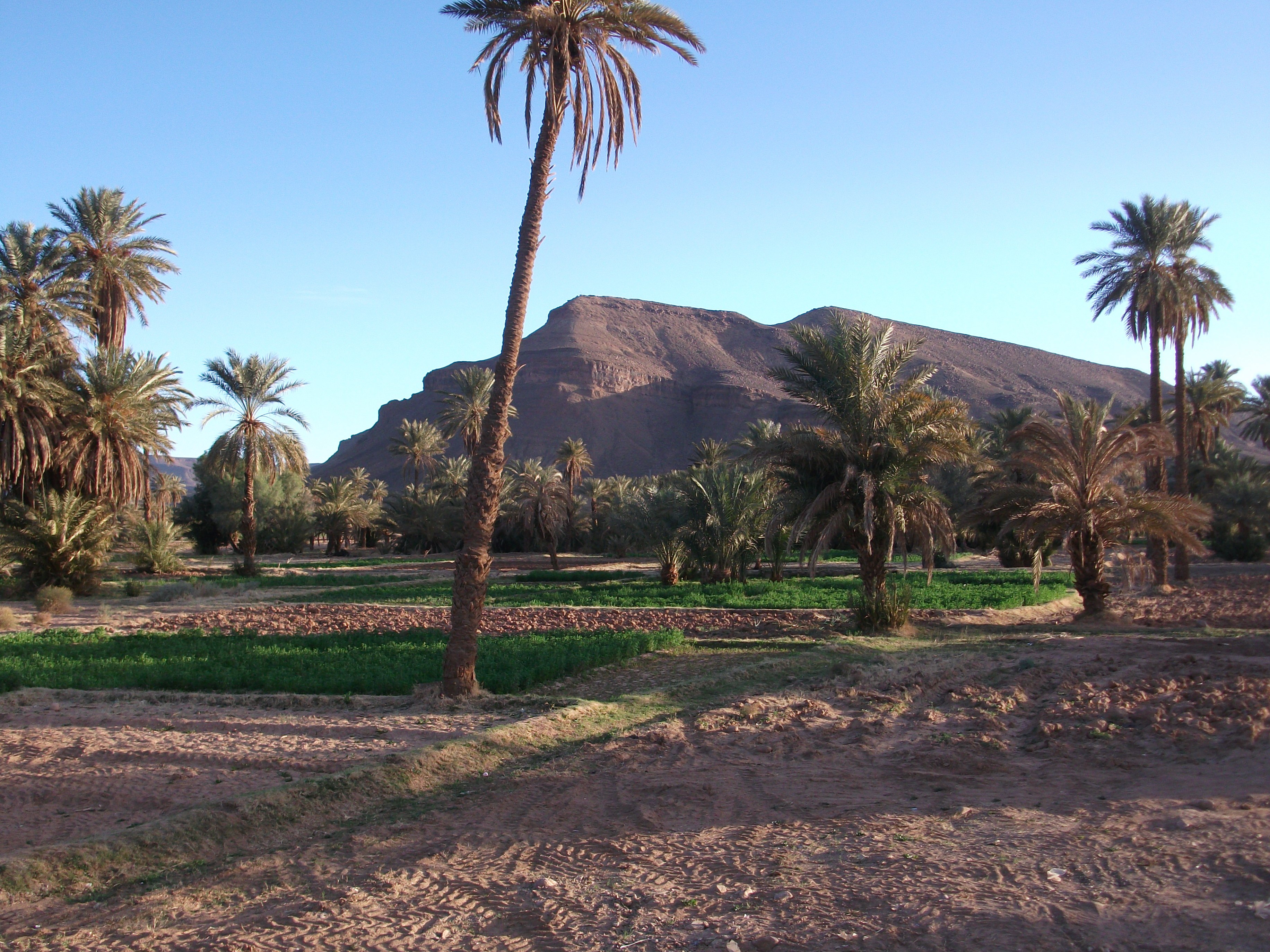
Alnif, Oasenlandschaft

Alnif (arabisch النيف an-Nif, DMG an-Nīf; Zentralatlas-Tamazight ⴰⵍⵏⵉⴼ) ist eine Kleinstadt mit ca. 5500 Einwohnern in der Provinz Tinghir in der Region Drâa-Tafilalet im Südosten von Marokko.

## Lage und Klima
Alnif ist eine Dattelpalmenoase in einer stein- und sandwüstenartigen Umgebung südöstlich des Jbel-Sarhro-Massivs etwa 69 km (Fahrtstrecke) südwestlich von Tinghir bzw. etwa 109 km südwestlich von Erfoud in einer Höhe von ca. 885 m; der in Teilen noch recht urtümlich anmutende Berberort N’Kob ist ca. 96 km in Richtung Agdz entfernt. Das Klima ist warm bis heiß; der spärliche Regen (unter 90 mm/Jahr) fällt hauptsächlich in den Wintermonaten.

## Bevölkerung
| Jahr      | 1994  | 2004 | 2014 | 2024 |
| Einwohner | k. A. | 3072 | 4728 | 5457 |

Die Bevölkerung der Stadt ist in der zweiten Hälfte des 20. Jahrhunderts durch Zuwanderung aus den umliegenden Berg- und Wüstenregionen deutlich gewachsen. Die Umgangssprache ist ein Gemisch verschiedener Dialekte des Marokkanischen Tamazight, aber auch Marokkanisches Arabisch wird häufig gesprochen.

## Wirtschaft
Die Bevölkerung lebt traditionell von der Oasenwirtschaft, d. h. von kleinen bewässerten Parzellen unter schattenspendenden Dattelpalmen. Erst in der zweiten Hälfte des 20. Jahrhunderts sind Handwerks- und Dienstleistungsberufe hinzugekommen. Auch der Abbau und die Verarbeitung von fossilienhaltigem Gestein tragen zur örtlichen Wirtschaft bei.

## Geschichte
Über die frühere Geschichte des Ortes ist mangels schriftlicher Aufzeichnungen nichts bekannt. Alnif gehört seit deren Schaffung im Jahr 2009 zur Provinz Tinghir; davor war die Landgemeinde Bestandteil der Provinz Errachidia.

## Fossilien
Alnif liegt an der Ktaoua-Formation, die eine Fossillagerstätte von großer Bedeutung im Süden Marokkos darstellt. Fossilien aus Alnif sind beispielsweise Trilobiten aus dem Devon (etwa 360 Millionen Jahre).